# 日本学士院
日本学士院（にっぽんがくしいん、英: The Japan Academy）は、日本学士院法（以下「法」）に基づいて設置されている日本の国立アカデミーであり、文部科学省の特別の機関である。1879年に東京学士会院として発足し、1906年に帝国学士院に改組された。1947年に日本学士院となり現在に至る。

## 概要
東京都台東区上野公園の上野恩賜公園内に立地する。
文部科学省の特別の機関として位置づけられており、法第1条でその目的を「学術上功績顕著な科学者を優遇するための機関とし、学術の発達に寄与するため必要な事業を行う」と定めている。
学士院会員は終身であり（法第3条第2項）、定員は150名である（法第2条第2項）。死亡により欠員が生じた分科ごとに各部分科会員の投票により毎年12月に新会員が選定される（常に全欠員が補充されるわけではない）。文化功労者より低い年金（250万円）が授与されるが（法第9条）、これは特別職の非常勤国家公務員（法第3条3項）としての給与名目で支給されており課税対象になる。また、検察官適格審査会令第1条2項の規定により、日本学士院会員から互選で1名が検察官適格審査会の委員になっている。また日本学士院客員たる外国人は、日本における学術の発達に関し特別に功労のあった人物の中から選出される（法第6条）。
外国のアカデミーは研究活動も行っており、日本学士院も「総会において、学術上の論文を提出し、又は紹介することができる」とされているものの（法第3条第4項）、内部に「今更、研究をするのはいかがなものか」という考えが多く、実際には研究機関としての面は他国に比べ薄い「殿堂」的機関と化しているのが現状である。しかしながら、毎月定例の研究会を開催し、そこで研究発表が行われ、またその研究成果は『日本学士院紀要』として公刊されている。
また恩賜賞や日本学士院賞、エジンバラ公賞、日本学士院学術奨励賞の授賞も行っている。なお、エジンバラ公・フィリップは、2021年4月9日に薨去するまで日本学士院の名誉会員であった（同日付にて退任の扱い。）。

## 象徴
日本学士院のシンボルマークは、長鳴鳥と桜花を図案化したものである。帝国学士院会員であった坪井正五郎によりデザインされた。なお、坪井は、恩賜賞の賞牌や当時の帝国学士院賞の賞牌のデザインも手掛けている。

## 沿革
- 1873年 - 明六社発足。

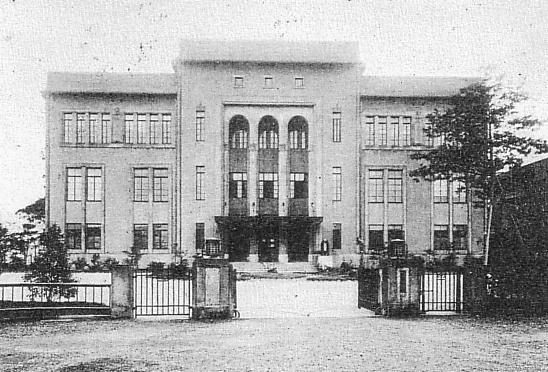
旧日本学士院会館

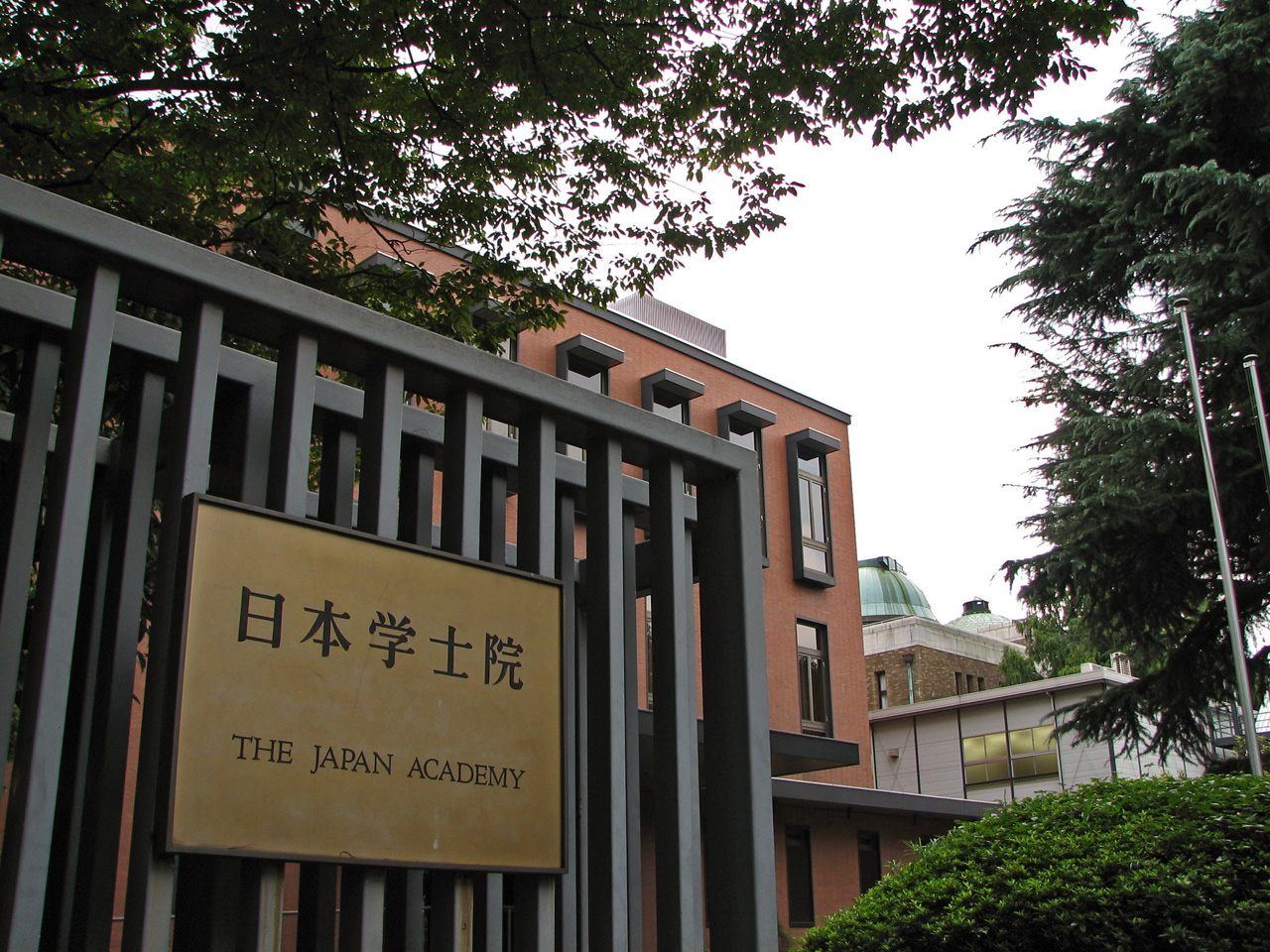
現在の日本学士院会館

- 1879年 - 東京学士会院創設（会員定員40名）。
- 1890年 - 東京学士会院規程公布。
- 1906年 - 帝国学士院規程公布（会員定員60名）。
- 1911年 - 恩賜賞創設。
- 1911年 - 帝国学士院賞創設。
- 1919年 - 国際学士院連合（UAI）加盟
- 1925年 - 貴族院に帝国学士院会員議員が設置される（1部・2部から各2名ずつ計4名、任期7年）
- 1947年12月4日 - 日本学士院と改称[6]。貴族院廃止とともに帝国学士院会員議員も廃止される。
- 1949年 - 日本学術会議の附置機関となる（会員定員150名）。
- 1956年 - 日本学士院法公布、日本学術会議から独立。
- 1974年 - 現在の日本学士院会館が竣工。設計は谷口吉郎[7]。
- 1987年 - エジンバラ公賞創設。
- 2004年 - 日本学士院学術奨励賞創設[3]。

## 会員の構成

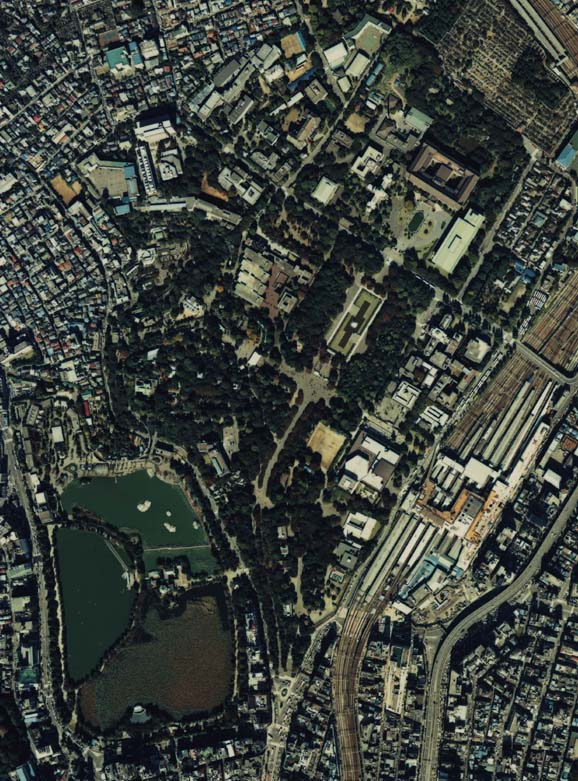
日本学士院会館が所在する上野恩賜公園の航空写真。

会員は、その専攻により、人文科学と自然科学のいずれかの部門に分属する（法第2条第3項）。
- 第1部 - 人文科学部門
  - 第1分科 - 文学・史学・哲学（定員30）
  - 第2分科 - 法律学・政治学（定員24）
  - 第3分科 - 経済学・商学（定員16）
- 第2部 - 自然科学部門
  - 第4分科 - 理学（定員31）
  - 第5分科 - 工学（定員17）　　
  - 第6分科 - 農学（定員12）
  - 第7分科 - 医学・薬学・歯学（定員20）

## 事業
法第8条。
- 授賞 
  - 恩賜賞
  - 日本学士院賞
  - エジンバラ公賞
  - 日本学士院学術奨励賞
- 紀要の編集及び発行
  - 日本学士院紀要
  - PROCEEDINGS OF THE JAPAN ACADEMY
- その他学術の研究を奨励するため必要な事業で、日本学士院が行うことを適当とするもの
  - 国際交流
  - 研究費補助活動
  - 公開講演会

## 歴代院長

### 東京学士会院（会長）
| 代                 | 肖像 | 氏名       | 在任時期                | 所属大学・出身大学 | 専門分野               |
| ------------------ | ---- | ---------- | ----------------------- | ------------------ | ---------------------- |
| 初代               |      | 福澤諭吉   | 1879年01月 - 1879年6月  | 慶應義塾           |                        |
| 第2代              |      | 西周       | 1879年06月 - 1880年12月 | 養老館             | 法学・哲学             |
| 第3代              |      | 加藤弘之   | 1880年12月 - 1882年6月  | 東京大学           | 政治学                 |
| 第4代              |      | 西周       | 1882年06月 - 1886年6月  | 養老館             | 法学・哲学             |
| 第5代              |      | 加藤弘之   | 1886年06月 - 1895年12月 | 東京大学           | 政治学                 |
| 第6代              |      | 細川潤次郎 | 1895年12月 - 1897年12月 | 文武館(土佐藩藩校) | 法学                   |
| 第7代              |      | 加藤弘之   | 1897年12月 - 1906年6月  | 東京帝国大学       | 政治学                 |
| 帝国学士院（院長） |      |            |                         |                    |                        |
| 代                 | 肖像 | 氏名       | 在任時期                | 所属大学・出身大学 | 専門分野               |
| 第8代              |      | 加藤弘之   | 1906年07月 - 1909年6月  | 東京帝国大学       | 政治学                 |
| 第9代              |      | 菊池大麓   | 1909年07月 - 1917年8月  | 蕃書調所(東京大学) | 数学                   |
| 第10代             |      | 穂積陳重   | 1917年10月 - 1925年10月 | 東京帝国大学       | 法学                   |
| 第11代             |      | 岡野敬次郎 | 1925年11月 - 1925年12月 | 東京帝国大学       | 商法                   |
| 第12代             |      | 桜井錠二   | 1926年02月 - 1939年1月  | 開成学校(東京大学) | 化学                   |
| 第13代             |      | 長岡半太郎 | 1939年03月 - 1948年6月  | 東京帝国大学       | 物理学                 |
| 日本学士院（院長） |      |            |                         |                    |                        |
| 代                 | 肖像 | 氏名       | 在任時期                | 所属大学・出身大学 | 専門分野               |
| 第14代             |      | 山田三良   | 1948年06月 - 1961年11月 | 東京大学           | 国際私法               |
| 第15代             |      | 柴田雄次   | 1961年01月 - 1970年11月 | 東京大学           | 無機化学               |
| 第16代             |      | 南原繁     | 1970年11月 - 1974年5月  | 東京大学           | 政治学                 |
| 第17代             |      | 和達清夫   | 1974年10月 - 1980年10月 | 東京大学           | 地球物理学             |
| 第18代             |      | 有沢広巳   | 1980年10月 - 1986年10月 | 東京大学           | 経済学・統計学         |
| 第19代             |      | 黒川利雄   | 1986年12月 - 1988年2月  | 東北大学           | 内科学                 |
| 第20代             |      | 脇村義太郎 | 1988年06月 - 1994年3月  | 東京大学           | 経済学                 |
| 第21代             |      | 藤田良雄   | 1994年04月 - 2000年4月  | 東京大学           | 天文学                 |
| 第22代             |      | 市古貞次   | 2000年04月 - 2001年10月 | 東京大学           | 日本文学               |
| 第23代             |      | 長倉三郎   | 2001年10月 - 2007年10月 | 東京大学           | 物理化学               |
| 第24代             |      | 久保正彰   | 2007年10月 - 2013年10月 | 東京大学           | 西洋古典学             |
| 第25代             |      | 杉村隆     | 2013年10月 - 2016年10月 | 東京大学           | 生化学・腫瘍学         |
| 第26代             |      | 塩野宏     | 2016年10月 - 2019年10月 | 東京大学           | 行政法                 |
| 第27代             |      | 井村裕夫   | 2019年10月 - 2022年10月 | 京都大学           | 内科学                 |
| 第28代             |      | 佐々木毅   | 2022年11月 - 現職       | 東京大学           | 政治学・西洋政治思想史 |

## 会員

### 現在の会員
| 第1部 人文科学部門（定員70） | 第1部 人文科学部門（定員70） | 第1部 人文科学部門（定員70） | 第1部 人文科学部門（定員70） | 第1部 人文科学部門（定員70）     | 第1部 人文科学部門（定員70） | 第1部 人文科学部門（定員70） |
| 分科                         | 定員                         | 氏名                         | 年齢                         | 専攻学科目                       | 選定年月日                   | 備考                         |
| ---------------------------- | ---------------------------- | ---------------------------- | ---------------------------- | -------------------------------- | ---------------------------- | ---------------------------- |
| 第1分科 文学・史学・哲学     | 30                           | 久保正彰                     | 94歳                         | 西洋古典学                       | 1992年12月14日               | 元院長                       |
| 第1分科 文学・史学・哲学     | 30                           | 田仲一成                     | 92歳                         | 中国文学                         | 2000年12月12日               |                              |
| 第1分科 文学・史学・哲学     | 30                           | 斯波義信                     | 94歳                         | 中国史                           | 2003年12月12日               |                              |
| 第1分科 文学・史学・哲学     | 30                           | 久保田淳                     | 92歳                         | 日本文学                         | 2005年12月12日               |                              |
| 第1分科 文学・史学・哲学     | 30                           | 吉川忠夫                     | 88歳                         | 中国史                           | 2006年12月12日               |                              |
| 第1分科 文学・史学・哲学     | 30                           | 御牧克己                     | 78歳                         | インド・チベット仏教学           | 2006年12月12日               |                              |
| 第1分科 文学・史学・哲学     | 30                           | 難波精一郎                   | 93歳                         | 心理学                           | 2007年12月12日               |                              |
| 第1分科 文学・史学・哲学     | 30                           | 玉泉八州男                   | 89歳                         | 英文学                           | 2007年12月12日               |                              |
| 第1分科 文学・史学・哲学     | 30                           | 青柳正規                     | 80歳                         | 美術史学・古典考古学             | 2007年12月12日               |                              |
| 第1分科 文学・史学・哲学     | 30                           | 川本皓嗣                     | 85歳                         | 比較文学・比較文化               | 2009年12月14日               |                              |
| 第1分科 文学・史学・哲学     | 30                           | 佐藤彰一                     | 79歳                         | 西洋中世史                       | 2009年12月14日               |                              |
| 第1分科 文学・史学・哲学     | 30                           | 塩川徹也                     | 79歳                         | フランス文学                     | 2009年12月14日               |                              |
| 第1分科 文学・史学・哲学     | 30                           | 東野治之                     | 78歳                         | 日本史                           | 2010年12月12日               |                              |
| 第1分科 文学・史学・哲学     | 30                           | 苧阪直行                     | 78歳                         | 認知心理学・認知科学             | 2012年12月12日               |                              |
| 第1分科 文学・史学・哲学     | 30                           | 間野英二                     | 86歳                         | 西南アジア史                     | 2014年12月12日               |                              |
| 第1分科 文学・史学・哲学     | 30                           | 田代和生                     | 79歳                         | 日本史                           | 2014年12月12日               |                              |
| 第1分科 文学・史学・哲学     | 30                           | 揖斐高                       | 78歳                         | 日本文学                         | 2017年12月12日               |                              |
| 第1分科 文学・史学・哲学     | 30                           | 深沢克己                     | 75歳                         | 西洋近世史                       | 2018年12月12日               |                              |
| 第1分科 文学・史学・哲学     | 30                           | 松浦純                       | 75歳                         | ドイツ文学                       | 2018年12月12日               |                              |
| 第1分科 文学・史学・哲学     | 30                           | 伊藤邦武                     | 75歳                         | 哲学                             | 2018年12月12日               |                              |
| 第1分科 文学・史学・哲学     | 30                           | 高田康成                     | 75歳                         | 英文学・古典ラテン文学           | 2020年12月14日               |                              |
| 第1分科 文学・史学・哲学     | 30                           | 金水敏                       | 69歳                         | 日本語学                         | 2020年12月14日               |                              |
| 第1分科 文学・史学・哲学     | 30                           | 藤本幸夫                     | 84歳                         | 朝鮮書誌学・朝鮮語学             | 2022年12月12日               |                              |
| 第1分科 文学・史学・哲学     | 30                           | 河野元昭                     | 81歳                         | 日本美術史学                     | 2022年12月12日               |                              |
| 第1分科 文学・史学・哲学     | 30                           | 吉田和彦                     | 71歳                         | 言語学                           | 2022年12月12日               |                              |
| 第1分科 文学・史学・哲学     | 30                           | 小田部胤久                   | 67歳                         | 美学芸術学                       | 2022年12月12日               |                              |
| 第1分科 文学・史学・哲学     | 30                           | 欠員                         |                              |                                  |                              |                              |
| 第1分科 文学・史学・哲学     | 30                           | 欠員                         |                              |                                  |                              |                              |
| 第1分科 文学・史学・哲学     | 30                           | 欠員                         |                              |                                  |                              |                              |
| 第1分科 文学・史学・哲学     | 30                           | 欠員                         |                              |                                  |                              |                              |
| 分科                         | 定員                         | 氏名                         | 年齢                         | 専攻学科目                       | 選定年月日                   | 備考                         |
| 第2分科 法律学・政治学       | 24                           | 小田滋                       | 100歳                        | 国際法                           | 1994年12月12日               | 最年長会員                   |
| 第2分科 法律学・政治学       | 24                           | 塩野宏                       | 94歳                         | 行政法                           | 1999年12月13日               | 元院長                       |
| 第2分科 法律学・政治学       | 24                           | 三宅一郎                     | 93歳                         | 政治学・政治行動論               | 1999年12月13日               |                              |
| 第2分科 法律学・政治学       | 24                           | 樋口陽一                     | 90歳                         | 憲法学                           | 2000年12月12日               |                              |
| 第2分科 法律学・政治学       | 24                           | 三谷太一郎                   | 88歳                         | 日本政治外交史                   | 2002年12月12日               |                              |
| 第2分科 法律学・政治学       | 24                           | 奥田昌道                     | 92歳                         | 民法                             | 2004年12月13日               |                              |
| 第2分科 法律学・政治学       | 24                           | 菅野和夫                     | 82歳                         | 労働法                           | 2008年12月12日               | 第1部部長                    |
| 第2分科 法律学・政治学       | 24                           | 小山貞夫                     | 89歳                         | 西洋法制史                       | 2010年12月13日               |                              |
| 第2分科 法律学・政治学       | 24                           | 佐々木毅                     | 82歳                         | 政治学史・政治学                 | 2011年12月12日               | 日本学士院長                 |
| 第2分科 法律学・政治学       | 24                           | 佐藤幸治                     | 88歳                         | 憲法学                           | 2012年12月12日               |                              |
| 第2分科 法律学・政治学       | 24                           | 鈴木茂嗣                     | 88歳                         | 刑事法                           | 2013年12月12日               |                              |
| 第2分科 法律学・政治学       | 24                           | 藤田宙靖                     | 85歳                         | 行政法                           | 2013年12月12日               |                              |
| 第2分科 法律学・政治学       | 24                           | 村松岐夫                     | 85歳                         | 政治過程論・行政学               | 2014年12月12日               |                              |
| 第2分科 法律学・政治学       | 24                           | 江頭憲治郎                   | 78歳                         | 商法                             | 2014年12月12日               |                              |
| 第2分科 法律学・政治学       | 24                           | 渡辺浩                       | 79歳                         | 日本政治思想史・アジア政治思想史 | 2017年12月12日               |                              |
| 第2分科 法律学・政治学       | 24                           | 瀬川信久                     | 77歳                         | 民法                             | 2017年12月12日               |                              |
| 第2分科 法律学・政治学       | 24                           | 根岸哲                       | 82歳                         | 経済法                           | 2018年12月12日               |                              |
| 第2分科 法律学・政治学       | 24                           | 中山信弘                     | 80歳                         | 知的財産法                       | 2018年12月12日               |                              |
| 第2分科 法律学・政治学       | 24                           | 井上正仁                     | 76歳                         | 刑事訴訟法                       | 2019年12月12日               |                              |
| 第2分科 法律学・政治学       | 24                           | 伊藤眞                       | 80歳                         | 民事訴訟法                       | 2020年12月14日               |                              |
| 第2分科 法律学・政治学       | 24                           | 川人貞史                     | 72歳                         | 政治過程論                       | 2023年12月12日               |                              |
| 第2分科 法律学・政治学       | 24                           | 岩原紳作                     | 72歳                         | 商法                             | 2023年12月12日               |                              |
| 第2分科 法律学・政治学       | 24                           | 田中成明                     | 83歳                         | 法哲学                           | 2024年12月12日               |                              |
| 第2分科 法律学・政治学       | 24                           | 欠員                         |                              |                                  |                              |                              |
| 分科                         | 定員                         | 氏名                         | 年齢                         | 専攻学科目                       | 選定年月日                   | 備考                         |
| 第3分科 経済学・商学         | 16                           | 根岸隆                       | 92歳                         | 経済理論・経済学史               | 1998年12月14日               |                              |
| 第3分科 経済学・商学         | 16                           | 新開陽一                     | 93歳                         | 経済学                           | 2008年12月12日               |                              |
| 第3分科 経済学・商学         | 16                           | 石井寛治                     | 87歳                         | 日本経済史                       | 2009年12月14日               |                              |
| 第3分科 経済学・商学         | 16                           | 藤田昌久                     | 81歳                         | 都市・地域経済学（空間経済学）   | 2010年12月13日               |                              |
| 第3分科 経済学・商学         | 16                           | 竹内啓                       | 91歳                         | 統計学・経済学                   | 2012年12月12日               |                              |
| 第3分科 経済学・商学         | 16                           | 西村和雄                     | 78歳                         | 複雑系経済学・経済変動理論       | 2012年12月12日               |                              |
| 第3分科 経済学・商学         | 16                           | 斎藤修                       | 79歳                         | 比較経済史・経済発展論           | 2014年12月12日               |                              |
| 第3分科 経済学・商学         | 16                           | 岩井克人                     | 78歳                         | 経済学                           | 2015年12月14日               |                              |
| 第3分科 経済学・商学         | 16                           | 大塚啓二郎                   | 77歳                         | 開発経済学                       | 2018年12月12日               |                              |
| 第3分科 経済学・商学         | 16                           | 矢野誠                       | 73歳                         | 国際経済学                       | 2021年12月13日               |                              |
| 第3分科 経済学・商学         | 16                           | 佐和隆光                     | 82歳                         | 計量経済学・環境経済学           | 2023年12月12日               |                              |
| 第3分科 経済学・商学         | 16                           | 八田達夫                     | 82歳                         | 公共経済学                       | 2023年12月12日               |                              |
| 第3分科 経済学・商学         | 16                           | 樋口美雄                     | 72歳                         | 労働経済学                       | 2024年12月12日               |                              |
| 第3分科 経済学・商学         | 16                           | 欠員                         |                              |                                  |                              |                              |
| 第3分科 経済学・商学         | 16                           | 欠員                         |                              |                                  |                              |                              |
| 第3分科 経済学・商学         | 16                           | 欠員                         |                              |                                  |                              |                              |
| 第2部 自然科学部門（定員80） |                              |                              |                              |                                  |                              |                              |
| 分科                         | 定員                         | 氏名                         | 年齢                         | 専攻学科目                       | 選定年月日                   | 備考                         |
| 第4分科 理学                 | 31                           | 江崎玲於奈                   | 100歳                        | 物理学                           | 1975年11月12日               |                              |
| 第4分科 理学                 | 31                           | 広中平祐                     | 94歳                         | 数学                             | 1976年11月12日               |                              |
| 第4分科 理学                 | 31                           | 久城育夫                     | 91歳                         | 岩石学                           | 1993年12月13日               |                              |
| 第4分科 理学                 | 31                           | 森重文                       | 74歳                         | 数学                             | 1998年12月14日               | 第2部部長                    |
| 第4分科 理学                 | 31                           | 竹市雅俊                     | 81歳                         | 発生生物学・細胞生物学           | 2000年12月12日               |                              |
| 第4分科 理学                 | 31                           | 大村智                       | 89歳                         | 天然物有機化学                   | 2001年12月12日               |                              |
| 第4分科 理学                 | 31                           | 松野太郎                     | 90歳                         | 気象学・地球物理学               | 2005年12月12日               |                              |
| 第4分科 理学                 | 31                           | 柏原正樹                     | 78歳                         | 数学                             | 2007年12月12日               |                              |
| 第4分科 理学                 | 31                           | 西田篤弘                     | 89歳                         | 宇宙空間物理学                   | 2008年12月12日               |                              |
| 第4分科 理学                 | 31                           | 深谷賢治                     | 66歳                         | 数学                             | 2009年12月14日               |                              |
| 第4分科 理学                 | 31                           | 黒岩常祥                     | 83歳                         | 生物科学                         | 2010年12月13日               |                              |
| 第4分科 理学                 | 31                           | 小林誠                       | 81歳                         | 物理学                           | 2010年12月13日               |                              |
| 第4分科 理学                 | 31                           | 長田重一                     | 75歳                         | 分子生物学                       | 2010年12月13日               |                              |
| 第4分科 理学                 | 31                           | 鈴木章                       | 94歳                         | 合成化学                         | 2011年12月12日               |                              |
| 第4分科 理学                 | 31                           | 深尾良夫                     | 81歳                         | 地震学                           | 2011年12月12日               |                              |
| 第4分科 理学                 | 31                           | 佐藤勝彦                     | 79歳                         | 宇宙物理学                       | 2013年12月12日               |                              |
| 第4分科 理学                 | 31                           | 和田英太郎                   | 85歳                         | 同位体生態学                     | 2014年12月12日               |                              |
| 第4分科 理学                 | 31                           | 巽和行                       | 76歳                         | 無機化学                         | 2014年12月12日               |                              |
| 第4分科 理学                 | 31                           | 大隅良典                     | 80歳                         | 分子細胞生物学                   | 2018年12月12日               |                              |
| 第4分科 理学                 | 31                           | 鈴木啓介                     | 70歳                         | 有機合成化学                     | 2018年12月12日               |                              |
| 第4分科 理学                 | 31                           | 北川進                       | 73歳                         | 錯体化学                         | 2019年12月12日               |                              |
| 第4分科 理学                 | 31                           | 梶田隆章                     | 66歳                         | 宇宙線天文学                     | 2019年12月12日               |                              |
| 第4分科 理学                 | 31                           | 柳田敏雄                     | 78歳                         | 生物物理学                       | 2020年12月14日               |                              |
| 第4分科 理学                 | 31                           | 家正則                       | 75歳                         | 天文学                           | 2020年12月14日               |                              |
| 第4分科 理学                 | 31                           | 安藤恒也                     | 79歳                         | 物理学                           | 2021年12月13日               |                              |
| 第4分科 理学                 | 31                           | 川合眞紀                     | 73歳                         | 表面科学                         | 2021年12月13日               |                              |
| 第4分科 理学                 | 31                           | 鈴木厚人                     | 78歳                         | 物理学                           | 2022年12月12日               |                              |
| 第4分科 理学                 | 31                           | 香取秀俊                     | 60歳                         | 量子エレクトロニクス             | 2023年12月12日               | 最年少会員                   |
| 第4分科 理学                 | 31                           | 平朝彦                       | 79歳                         | 地質学                           | 2024年12月12日               |                              |
| 第4分科 理学                 | 31                           | 欠員                         |                              |                                  |                              |                              |
| 第4分科 理学                 | 31                           | 欠員                         |                              |                                  |                              |                              |
| 分科                         | 定員                         | 氏名                         | 年齢                         | 専攻学科目                       | 選定年月日                   | 備考                         |
| 第5分科 工学                 | 17                           | 白川英樹                     | 88歳                         | 物質科学・高分子化学             | 2001年12月12日               |                              |
| 第5分科 工学                 | 17                           | 野依良治                     | 86歳                         | 有機化学                         | 2002年12月12日               | 幹事                         |
| 第5分科 工学                 | 17                           | 岩崎俊一                     | 98歳                         | 電子通信工学・磁気工学           | 2003年12月12日               |                              |
| 第5分科 工学                 | 17                           | 井上明久                     | 77歳                         | 金属材料学                       | 2006年12月12日               |                              |
| 第5分科 工学                 | 17                           | 田中耕一                     | 65歳                         | 質量分析                         | 2006年12月12日               |                              |
| 第5分科 工学                 | 17                           | 飯島澄男                     | 86歳                         | 物質科学                         | 2010年12月13日               |                              |
| 第5分科 工学                 | 17                           | 吉川弘之                     | 91歳                         | 機械工学・一般設計学             | 2014年12月12日               |                              |
| 第5分科 工学                 | 17                           | 榊裕之                       | 80歳                         | 半導体電子工学                   | 2019年12月12日               |                              |
| 第5分科 工学                 | 17                           | 金出武雄                     | 79歳                         | 情報学                           | 2020年12月14日               |                              |
| 第5分科 工学                 | 17                           | 吉野彰                       | 77歳                         | 電気化学                         | 2020年12月14日               |                              |
| 第5分科 工学                 | 17                           | 中西準子                     | 87歳                         | 環境工学                         | 2021年12月13日               |                              |
| 第5分科 工学                 | 17                           | 十倉好紀                     | 71歳                         | 固体物性学・電子工学             | 2022年12月12日               |                              |
| 第5分科 工学                 | 17                           | 天野浩                       | 64歳                         | 半導体電子工学                   | 2022年12月12日               |                              |
| 第5分科 工学                 | 17                           | 岡田恒男                     | 89歳                         | 建築学・耐震工学                 | 2023年12月12日               |                              |
| 第5分科 工学                 | 17                           | 甘利俊一                     | 89歳                         | 数理工学                         | 2024年12月12日               |                              |
| 第5分科 工学                 | 17                           | 欠員                         |                              |                                  |                              |                              |
| 第5分科 工学                 | 17                           | 欠員                         |                              |                                  |                              |                              |
| 分科                         | 定員                         | 氏名                         | 年齢                         | 専攻学科目                       | 選定年月日                   | 備考                         |
| 第6分科 農学                 | 12                           | 入谷明                       | 96歳                         | 家畜繁殖学                       | 2000年12月12日               |                              |
| 第6分科 農学                 | 12                           | 和田光史                     | 96歳                         | 土壌学                           | 2000年12月12日               |                              |
| 第6分科 農学                 | 12                           | 四方英四郎                   | 98歳                         | 植物病理学・ウイルス学           | 2001年12月12日               |                              |
| 第6分科 農学                 | 12                           | 佐々木惠彦                   | 89歳                         | 森林資源科学・樹木生理学         | 2006年12月12日               |                              |
| 第6分科 農学                 | 12                           | 喜田宏                       | 81歳                         | 獣医微生物学                     | 2007年12月12日               |                              |
| 第6分科 農学                 | 12                           | 安元健                       | 90歳                         | 水産化学                         | 2017年12月12日               |                              |
| 第6分科 農学                 | 12                           | 丸山利輔                     | 91歳                         | 農業工学                         | 2018年12月12日               |                              |
| 第6分科 農学                 | 12                           | 西澤直子                     | 79歳                         | 植物栄養学                       | 2020年12月14日               |                              |
| 第6分科 農学                 | 12                           | 磯貝彰                       | 82歳                         | 生物有機化学                     | 2022年12月12日               |                              |
| 第6分科 農学                 | 12                           | 清水昌                       | 80歳                         | 応用微生物学                     | 2024年12月12日               |                              |
| 第6分科 農学                 | 12                           | 欠員                         |                              |                                  |                              |                              |
| 第6分科 農学                 | 12                           | 欠員                         |                              |                                  |                              |                              |
| 分科                         | 定員                         | 氏名                         | 年齢                         | 専攻学科目                       | 選定年月日                   | 備考                         |
| 第7分科 医学・薬学・歯学     | 20                           | 井村裕夫                     | 94歳                         | 内科学                           | 1994年12月12日               | 前院長                       |
| 第7分科 医学・薬学・歯学     | 20                           | 大塚正徳                     | 96歳                         | 薬理学                           | 1995年12月12日               |                              |
| 第7分科 医学・薬学・歯学     | 20                           | 岸本忠三                     | 86歳                         | 免疫学                           | 1995年12月12日               |                              |
| 第7分科 医学・薬学・歯学     | 20                           | 廣川信隆                     | 79歳                         | 分子細胞生物学                   | 2004年12月13日               |                              |
| 第7分科 医学・薬学・歯学     | 20                           | 関谷剛男                     | 85歳                         | 薬学・核酸有機化学               | 2005年12月12日               |                              |
| 第7分科 医学・薬学・歯学     | 20                           | 本庶佑                       | 83歳                         | 医化学・分子免疫学               | 2005年12月12日               |                              |
| 第7分科 医学・薬学・歯学     | 20                           | 須田立雄                     | 90歳                         | 基礎歯科医学                     | 2007年12月12日               |                              |
| 第7分科 医学・薬学・歯学     | 20                           | 中西重忠                     | 83歳                         | 分子神経科学                     | 2009年12月14日               |                              |
| 第7分科 医学・薬学・歯学     | 20                           | 山中伸弥                     | 62歳                         | 幹細胞生物学                     | 2013年12月12日               |                              |
| 第7分科 医学・薬学・歯学     | 20                           | 審良静男                     | 72歳                         | 免疫学                           | 2014年12月12日               |                              |
| 第7分科 医学・薬学・歯学     | 20                           | 宮園浩平                     | 68歳                         | 病理学・腫瘍学                   | 2017年12月12日               |                              |
| 第7分科 医学・薬学・歯学     | 20                           | 垣添忠生                     | 84歳                         | 泌尿器科学                       | 2019年12月12日               |                              |
| 第7分科 医学・薬学・歯学     | 20                           | 藤吉好則                     | 77歳                         | 構造生理学                       | 2019年12月12日               |                              |
| 第7分科 医学・薬学・歯学     | 20                           | 大塚榮子                     | 89歳                         | 薬化学                           | 2020年12月14日               |                              |
| 第7分科 医学・薬学・歯学     | 20                           | 宮下保司                     | 75歳                         | 生理学                           | 2020年12月14日               |                              |
| 第7分科 医学・薬学・歯学     | 20                           | 間野博行                     | 66歳                         | ゲノム医学                       | 2021年12月13日               |                              |
| 第7分科 医学・薬学・歯学     | 20                           | 白土博樹                     | 68歳                         | 医学・医理工学                   | 2023年12月12日               |                              |
| 第7分科 医学・薬学・歯学     | 20                           | 上田龍三                     | 80歳                         | 内科学・臨床腫瘍学・血液腫瘍学   | 2024年12月12日               |                              |
| 第7分科 医学・薬学・歯学     | 20                           | 欠員                         |                              |                                  |                              |                              |
| 第7分科 医学・薬学・歯学     | 20                           | 欠員                         |                              |                                  |                              |                              |

### 過去の主な会員

#### 創立会員（21名）
- 伊藤圭介 1879
- 市川兼恭 1879
- 内田五観 1879
- 小幡篤次郎 1879
- 加藤弘之 1879
- 神田孝平 1879
- 川田剛 1879
- 栗本鋤雲 1879
- 阪谷素 1879
- 重野安繹 1879
- 杉亨二 1879
- 杉田玄端 1879
- 津田真道 1879
- 中村正直 1879
- 西周 1879
- 西村茂樹 1879
- 福澤諭吉 1879
- 福羽美静 1879
- 細川潤次郎 1879
- 森有礼 1879
- 箕作秋坪 1879

#### 明治期選定
- 箕作麟祥 1880
- 大鳥圭介 1881
- 黒川真頼 1881
- 小中村清矩 1882
- 村上英俊1882
- 寺島宗則 1885
- 谷干城 1885
- 外山正一 1887
- 菊池大麓 1889
- 木村正辞 1890
- 井上哲次郎 1895
- 穂積陳重 1896
- 櫻井錠二 1898
- 根本通明 1899
- 坪井九馬三 1900
- 山川健次郎 1901
- 小金井良精 1902
- 寺尾寿 1903
- 穂積八束 1906
- 北里柴三郎 1906
- 田中館愛橘 1906
- 一木喜徳郎 1906
- 青山胤通 1906
- 三浦守治 1906
- 本居豊穎 1906
- 長岡半太郎 1906
- 元良勇次郎 1906
- 末松謙澄 1907
- 上田萬年 1908
- 三上参次 1908
- 大槻文彦 1911
- 石川千代松 1911
- 美濃部達吉 1911
- 高楠順次郎 1912

#### 大正期選定
- 高峰譲吉 1913
- 芳賀矢一 1915
- 萩野由之 1916
- 服部宇之吉 1917
- 池田菊苗 1919
- 白鳥庫吉 1919
- 野口英世 1923
- 姉崎正治 1923
- 市村瓚次郎 1925
- 寺田寅彦 1925
- 鈴木梅太郎 1925
- 大塚保治 1925
- 滝精一 1925
- 新渡戸稲造 1925
- 狩野直喜 1925
- 三宅米吉 1925
- 徳富蘇峰（猪一郎）1925
- 丘浅次郎 1925
- 桑木厳翼 1925
- 中田薫 1925
- 小川琢治 1926
- 清水澄 1926
- 内藤湖南（虎次郎）1926

#### 昭和戦前期（1927年 - 1944年）選定
- 西田幾多郎 1927
- 幸田露伴（成行）1927
- 関根正直 1928
- 新村出 1928
- 藤井乙男 1930
- 岡田武松 1931
- 和田英松 1931
- 浜田青陵（耕作）1931
- 辻善之助 1932
- 佐佐木信綱 1934
- 塩澤昌貞 1934
- 羽田亨 1936
- 長与又郎 1936
- 林毅陸 1936
- 藤原咲平 1937
- 穂積重遠 1937
- 市河三喜 1939
- 鈴木虎雄 1939
- 田中耕太郎 1941
- 竜野一雄 1942
- 武内義雄 1942
- 小泉信三 1943

#### 昭和戦後期（1945年 - 1970年）選定
- 宇井伯寿 1945
- 上野直昭 1946
- 湯川秀樹 1946
- 大西克礼 1946
- 南原繁 1946
- 阿部次郎 1947
- 久松潜一 1947
- 高橋誠一郎 1947
- 田辺元 1947
- 津田左右吉 1947
- 我妻栄 1947
- 古畑種基 1947
- 藪田貞治郎 1947
- 金田一京助 1948
- 駒井卓 1948
- 志賀潔 1948
- 大内兵衛 1948
- 高木八尺 1948
- 本庄栄治郎 1948
- 北沢新次郎 1949
- 後藤格次 1949
- 和達清夫 1949
- 柳田國男 1949
- 波多野精一 1949
- 宮沢俊義 1949
- 和辻哲郎 1949
- 恒藤恭 1949
- 矢内原忠雄 1949
- 小島祐馬 1949
- 鈴木大拙 1949
- 木原均 1949
- 土居光知 1949
- 横田喜三郎 1949
- 山田盛太郎 1950
- 松村松年 1950
- 大塚金之助 1950
- 末川博 1950
- 尾高朝雄 1950
- 牧野富太郎 1950
- 野村兼太郎 1950
- 二木謙三1951
- 八木秀次 1951
- 小宮豊隆 1951
- 朝永振一郎 1951
- 辻直四郎 1953
- 青木正児 1953
- 石原謙 1953
- 瀧川幸辰 1953
- 長谷部言人 1953
- 菊池正士 1957
- 鈴木醇 1957
- 高木貞二 1958
- 坂本太郎 1958
- 坂口謹一郎 1960
- 茅誠司 1961
- 斎藤勇（英文学）1961
- 金倉円照 1963
- 中山伊知郎 1963
- 新関良三 1963
- 中川善之助 1964
- 東畑精一 1964
- 西谷啓治 1965
- 大河内一男 1965
- 桂寿一 1965
- 小平邦彦 1965
- 岡崎義恵 1965
- 岩生成一 1965
- 内村祐之 1965
- 冲中重雄 1965
- 落合英二 1965
- 藤田良雄 1965
- 渡辺一夫 1966
- 小川鼎三 1966
- 麻生磯次 1966
- 木村亀二 1967
- 手塚富雄 1967
- 山本達郎 1967
- 村川堅太郎 1967
- 石田幹之助 1968
- 蠟山政道 1968
- 大塚久雄 1969
- 竹内敏雄 1970

#### 昭和後期（1971年 - 1988年）選定
- 渡辺武男 1971 - 1986
- 岡義武 1972 - 1990
- 服部四郎 1972 - 1995
- 中島文雄 1974 - 1999
- 早石修 1974 - 2015
- 下村寅太郎 1975 - 1995
- 末永雅雄 1976 - 1991
- 市古貞次 1976 - 2004
- 塚本善隆 1976 - 1980
- 杉捷夫 1976 - 1990
- 金子武蔵 1977 - 1987
- 古野清人 1977 - 1979
- 大槻正男 1978-1980
- 石井良助 1977 - 1993
- 丸山眞男 1978 - 1996
- 川島武宜 1979 - 1992
- 宮本又次 1979 - 1991
- 高村象平 1979 - 1989
- 長尾雅人 1980 - 2005
- 鵜飼信成 1980 - 1987
- 古在由秀 1980 - 2018
- 梅津八三 1981 - 1991
- 團藤重光 1981 - 2012
- 井筒俊彦 1982 - 1993
- 大内力 1982 - 2009
- 関根正雄 1982 - 2000
- 木村資生 1982 - 1994
- 吉識雅夫 1982 - 1993
- 吉川逸治 1982 - 2002
- 隅谷三喜男 1982 - 2003
- 杉村隆 1982 - 2020
- 吉田精一 1983 - 1984
- 平井正穂 1983 - 2005
- 矢島羊吉　1983-1986
- 福井謙一 1983 - 1998
- 小松芳喬 1983 - 2000
- 藪内清 1983 - 2000
- 中村元 1984 - 1999
- 増田四郎 1984 - 1997
- 長倉三郎 1984 - 2020
- 冨田恒男 1985 - 1991
- 館龍一郎 1985 - 2012
- 松井正直 1985 - 2012
- 目加田誠 1985 - 1994
- 関集三 1985 - 2013
- 河野六郎 1986 - 1998
- 澤瀉久敬 1986 - 1995
- 阿部秋生 1987 - 1999
- 山川民夫 1987 - 2018
- 竹内理三 1988 - 1997
- 平野龍一 1988 - 2004
- 登張正實 1988 - 2006
- 尾高邦雄 1988 - 1993
- 荒田吉明 1988 - 2018

#### 平成期以降選定
| 氏名       | 部    | 分科    | 専攻学科目                         | 選定年月日     | 選定時年齢 | 退任年月日     | 退任時年齢 | 備考         |
| ---------- | ----- | ------- | ---------------------------------- | -------------- | ---------- | -------------- | ---------- | ------------ |
| 小川環樹   | 第1部 | 第1分科 | 中国文学                           | 1989年12月12日 | 79         | 1993年8月31日  | 82         |              |
| 斎藤眞     | 第1部 | 第2分科 | アメリカ政治外交史                 | 1989年12月12日 | 68         | 2008年1月16日  | 86         |              |
| 宇澤弘文   | 第1部 | 第3分科 | 経済学                             | 1989年12月12日 | 61         | 2014年9月18日  | 86         |              |
| 西島和彦   | 第2部 | 第4分科 | 理論物理学                         | 1989年12月12日 | 63         | 2009年2月15日  | 82         |              |
| 田村三郎   | 第2部 | 第6分科 | 生物有機化学                       | 1989年12月12日 | 72         | 2015年12月4日  | 98         |              |
| 沢田敏男   | 第2部 | 第6分科 | 農業農村工学                       | 1989年12月12日 | 70         | 2017年10月18日 | 98         |              |
| 團勝磨     | 第2部 | 第7分科 | 発生生物学                         | 1989年12月12日 | 85         | 1996年5月18日  | 91         |              |
| 伊藤正男   | 第2部 | 第7分科 | 生理学・神経科学                   | 1989年12月12日 | 61         | 2018年12月18日 | 90         |              |
| 芦部信喜   | 第1部 | 第2分科 | 憲法学                             | 1990年12月12日 | 67         | 1999年6月12日  | 75         |              |
| 伊藤正己   | 第1部 | 第2分科 | 英米法・憲法                       | 1990年12月12日 | 71         | 2010年12月27日 | 91         |              |
| 都留重人   | 第1部 | 第3分科 | 経済学                             | 1990年12月12日 | 78         | 2006年2月5日   | 93         |              |
| 小宮隆太郎 | 第1部 | 第3分科 | 経済学                             | 1990年12月12日 | 62         | 2022年10月31日 | 93         |              |
| 富澤純一   | 第2部 | 第4分科 | 分子生物学                         | 1990年12月12日 | 66         | 2017年1月26日  | 92         |              |
| 細谷千博   | 第1部 | 第2分科 | 外交史・国際関係論                 | 1991年12月12日 | 71         | 2011年9月21日  | 91         |              |
| 三ヶ月章   | 第1部 | 第2分科 | 民事訴訟法                         | 1991年12月12日 | 69         | 2010年11月14日 | 89         |              |
| 西塚泰美   | 第2部 | 第7分科 | 生化学                             | 1991年12月12日 | 59         | 2004年11月4日  | 72         |              |
| 林屋辰三郎 | 第1部 | 第1分科 | 日本史                             | 1992年12月14日 | 78         | 1998年2月11日  | 83         |              |
| 橋本公亘   | 第1部 | 第2分科 | 憲法・行政法                       | 1992年12月14日 | 73         | 1998年2月6日   | 78         |              |
| 護雅夫     | 第1部 | 第1分科 | トルコ学                           | 1992年12月14日 | 71         | 1996年12月23日 | 75         |              |
| 加藤一郎   | 第1部 | 第2分科 | 民法・環境法・医事法               | 1992年12月14日 | 70         | 2008年11月11日 | 86         |              |
| 福田歓一   | 第1部 | 第2分科 | 政治学史                           | 1992年12月14日 | 69         | 2007年1月7日   | 83         |              |
| 辻村公一   | 第1部 | 第1分科 | 哲学                               | 1993年12月13日 | 71         | 2010年5月28日  | 88         |              |
| 平川彰     | 第1部 | 第1分科 | 仏教学                             | 1993年12月13日 | 78         | 2002年3月31日  | 87         |              |
| 宮崎義一   | 第1部 | 第3分科 | 経済学                             | 1993年12月13日 | 74         | 1998年5月28日  | 78         |              |
| 柴田承二   | 第2部 | 第7分科 | 天然物化学・生薬学                 | 1993年12月13日 | 78         | 2016年7月12日  | 100        |              |
| 豊島久真男 | 第2部 | 第7分科 | ウイルス学・腫瘍学                 | 1993年12月13日 | 63         | 2022年3月9日   | 91         |              |
| 入矢義高   | 第1部 | 第1分科 | 中国文学・中国禅学                 | 1994年12月12日 | 84         | 1998年6月30日  | 87         |              |
| 滋賀秀三   | 第1部 | 第2分科 | 東洋法制史                         | 1994年12月12日 | 73         | 2008年2月25日  | 86         |              |
| 織田敏次   | 第2部 | 第7分科 | 内科学                             | 1994年12月12日 | 72         | 2012年9月19日  | 90         |              |
| 向山光昭   | 第2部 | 第4分科 | 有機合成化学                       | 1994年12月12日 | 67         | 2018年11月17日 | 91         |              |
| 荒松雄     | 第1部 | 第1分科 | 南アジア史                         | 1995年12月12日 | 74         | 2008年11月8日  | 87         |              |
| 武内義範   | 第1部 | 第1分科 | 宗教哲学                           | 1995年12月12日 | 82         | 2002年4月12日  | 89         |              |
| 築島裕     | 第1部 | 第1分科 | 国語学                             | 1995年12月12日 | 70         | 2011年4月11日  | 85         |              |
| 中川久定   | 第1部 | 第1分科 | フランス文学                       | 1995年12月12日 | 64         | 2017年6月18日  | 86         |              |
| 中根千枝   | 第1部 | 第1分科 | 文化人類学                         | 1995年12月12日 | 69         | 2021年10月12日 | 94         | 初の女性会員 |
| 河本一郎   | 第1部 | 第2分科 | 商法・証券取引法                   | 1995年12月12日 | 72         | 2017年4月18日  | 94         |              |
| 大澤文夫   | 第2部 | 第4分科 | 生物物理学                         | 1995年12月12日 | 73         | 2019年4月18日  | 96         |              |
| 横山泉     | 第2部 | 第4分科 | 火山物理学                         | 1995年12月12日 | 71         | 2024年10月24日 | 100        |              |
| 西澤潤一   | 第2部 | 第5分科 | 電子工学・通信工学                 | 1995年12月12日 | 69         | 2018年10月21日 | 92         |              |
| 山田康之   | 第2部 | 第6分科 | 植物分子細胞生物学                 | 1995年12月12日 | 64         | 2021年8月15日  | 89         |              |
| 森亘       | 第2部 | 第7分科 | 病理学                             | 1995年12月12日 | 69         | 2012年4月1日   | 86         |              |
| 児玉幸多   | 第1部 | 第1分科 | 日本史                             | 1996年12月12日 | 87         | 2007年7月4日   | 97         |              |
| 永井博     | 第1部 | 第1分科 | 科学哲学                           | 1996年12月12日 | 75         | 2012年11月7日  | 91         |              |
| 星野英一   | 第1部 | 第2分科 | 民法                               | 1996年12月12日 | 70         | 2012年9月27日  | 86         |              |
| 井口洋夫   | 第2部 | 第4分科 | 物理化学                           | 1996年12月12日 | 69         | 2014年3月20日  | 87         |              |
| 上田誠也   | 第2部 | 第4分科 | 地球物理学                         | 1996年12月12日 | 67         | 2023年1月19日  | 93         |              |
| 乾崇夫     | 第2部 | 第5分科 | 造船学（船型学）                   | 1996年12月12日 | 76         | 2012年9月13日  | 92         |              |
| 鈴木弘     | 第2部 | 第5分科 | 機械工学                           | 1996年12月12日 | 81         | 2009年8月14日  | 94         |              |
| 横堀武夫   | 第2部 | 第5分科 | 材料工学・機械工学                 | 1996年12月12日 | 79         | 2017年10月9日  | 99         |              |
| 濱清       | 第2部 | 第7分科 | 解剖学                             | 1996年12月12日 | 73         | 2019年5月21日  | 96         |              |
| 相良亨     | 第1部 | 第1分科 | 倫理学                             | 1997年12月12日 | 76         | 2000年10月14日 | 79         |              |
| 島田虔次   | 第1部 | 第1分科 | 中国史                             | 1997年12月12日 | 80         | 2000年3月21日  | 82         |              |
| 京極純一   | 第1部 | 第2分科 | 政治学・政治過程論                 | 1997年12月12日 | 73         | 2016年2月1日   | 92         |              |
| 近藤淳     | 第2部 | 第4分科 | 物理学                             | 1997年12月12日 | 67         | 2022年3月11日  | 92         |              |
| 石坂公成   | 第2部 | 第7分科 | 免疫学                             | 1997年12月12日 | 72         | 2018年7月6日   | 92         |              |
| 山田晶     | 第1部 | 第1分科 | 西洋中世哲学                       | 1998年12月14日 | 76         | 2008年2月29日  | 85         |              |
| 鈴木禄彌   | 第1部 | 第2分科 | 民法                               | 1998年12月14日 | 64         | 2006年12月22日 | 75         |              |
| 中野貞一郎 | 第1部 | 第2分科 | 民事手続法                         | 1998年12月14日 | 73         | 2017年2月20日  | 91         |              |
| 石川滋     | 第1部 | 第3分科 | 開発経済論                         | 1998年12月14日 | 80         | 2014年1月4日   | 95         |              |
| 水田洋     | 第1部 | 第3分科 | 社会思想史                         | 1998年12月14日 | 79         | 2023年2月3日   | 103        |              |
| 西田龍雄   | 第1部 | 第1分科 | 言語学                             | 1999年12月13日 | 71         | 2012年9月26日  | 83         |              |
| 野崎一     | 第2部 | 第5分科 | 有機合成化学・有機金属化学         | 1999年12月13日 | 77         | 2019年9月25日  | 97         |              |
| 秋山虔     | 第1部 | 第1分科 | 日本文学                           | 2000年12月12日 | 76         | 2015年11月18日 | 91         |              |
| 岩﨑英二郎 | 第1部 | 第1分科 | ドイツ語学                         | 2000年12月12日 | 78         | 2017年7月11日  | 95         |              |
| 原實       | 第1部 | 第1分科 | インド古典学                       | 2000年12月12日 | 70         | 2021年11月1日  | 91         |              |
| 吉田民人   | 第1部 | 第1分科 | 社会学                             | 2001年12月12日 | 70         | 2008年10月27日 | 78         |              |
| 源了圓     | 第1部 | 第1分科 | 日本思想史                         | 2001年12月12日 | 81         | 2020年9月10日  | 100        |              |
| 荒井献     | 第1部 | 第1分科 | 新約聖書学                         | 2001年12月12日 | 71         | 2024年8月16日  | 94         |              |
| 村上淳一   | 第1部 | 第2分科 | ドイツ法                           | 2001年12月12日 | 68         | 2017年10月24日 | 84         |              |
| 速水融     | 第1部 | 第3分科 | 日本経済史・歴史人口学             | 2001年12月12日 | 72         | 2019年12月4日  | 90         |              |
| 稲上正     | 第2部 | 第6分科 | 分子細胞生理学                     | 2001年12月12日 | 70         | 2023年3月13日  | 92         |              |
| 金谷治     | 第1部 | 第1分科 | 中国哲学                           | 2002年12月12日 | 82         | 2006年5月5日   | 86         |              |
| 尾藤正英   | 第1部 | 第1分科 | 日本史                             | 2002年12月12日 | 79         | 2013年5月4日   | 89         |              |
| 伊藤貞夫   | 第1部 | 第1分科 | 西洋古典古代史                     | 2002年12月12日 | 69         | 2021年11月16日 | 87         |              |
| 石本泰雄   | 第1部 | 第2分科 | 国際法                             | 2002年12月12日 | 78         | 2015年12月8日  | 91         |              |
| 小柴昌俊   | 第2部 | 第4分科 | 素粒子物理学                       | 2002年12月12日 | 76         | 2020年11月12日 | 94         |              |
| 上田閑照   | 第1部 | 第1分科 | 哲学・宗教哲学                     | 2003年12月12日 | 77         | 2019年6月28日  | 93         |              |
| 武田恒夫   | 第1部 | 第1分科 | 日本絵画史                         | 2003年12月12日 | 78         | 2021年9月4日   | 95         |              |
| 伊藤誠     | 第1部 | 第3分科 | 経済理論・現状分析                 | 2003年12月12日 | 67         | 2023年2月7日   | 86         |              |
| 別府輝彦   | 第2部 | 第6分科 | 応用微生物学                       | 2004年12月13日 | 70         | 2023年11月10日 | 89         |              |
| 松尾浩也   | 第1部 | 第2分科 | 刑事法                             | 2005年12月12日 | 77         | 2017年12月1日  | 89         |              |
| 山崎敏光   | 第2部 | 第4分科 | 原子核物理学                       | 2005年12月12日 | 71         | 2025年1月31日  | 90         |              |
| 岡村總吾   | 第2部 | 第5分科 | 電子工学・通信工学                 | 2005年12月12日 | 87         | 2013年10月26日 | 95         |              |
| 常脇恒一郎 | 第2部 | 第6分科 | 植物遺伝学                         | 2005年12月12日 | 75         | 2022年8月28日  | 91         |              |
| 貝塚啓明   | 第1部 | 第3分科 | 財政学・金融論                     | 2006年12月12日 | 72         | 2016年10月25日 | 82         |              |
| 西尾勝     | 第1部 | 第2分科 | 行政学                             | 2007年12月12日 | 69         | 2022年3月22日  | 83         |              |
| 外村彰     | 第2部 | 第4分科 | 物理学                             | 2007年12月12日 | 65         | 2012年5月2日   | 70         |              |
| 堀川清司   | 第2部 | 第5分科 | 土木工学（海岸工学）               | 2007年12月12日 | 80         | 2024年4月18日  | 96         |              |
| 龍田節     | 第1部 | 第2分科 | 商法                               | 2008年12月12日 | 75         | 2022年4月7日   | 88         |              |
| 竹下守夫   | 第1部 | 第2分科 | 民事訴訟法                         | 2008年12月12日 | 76         | 2019年10月2日  | 87         |              |
| 鈴木邦彦   | 第2部 | 第7分科 | 神経化学・神経内科・遺伝性神経疾患 | 2008年12月12日 | 76         | 2025年2月12日  | 92         |              |
| 石井紫郎   | 第1部 | 第2分科 | 日本法制史                         | 2009年12月14日 | 74         | 2023年1月17日  | 87         |              |
| 富永健一   | 第1部 | 第1分科 | 社会学                             | 2010年12月12日 | 79         | 2019年2月23日  | 87         |              |
| 平井宜雄   | 第1部 | 第2分科 | 民法                               | 2010年12月12日 | 73         | 2013年11月26日 | 76         |              |
| 益川敏英   | 第2部 | 第4分科 | 物理学                             | 2010年12月12日 | 70         | 2021年7月23日  | 81         |              |
| 内田祥哉   | 第2部 | 第5分科 | 建築学                             | 2010年12月12日 | 85         | 2021年5月3日   | 96         |              |
| 霜田光一   | 第2部 | 第5分科 | 物理学                             | 2010年12月12日 | 90         | 2023年5月29日  | 102        |              |
| 薗田坦     | 第1部 | 第1分科 | 西洋近世哲学史・宗教哲学           | 2011年12月12日 | 75         | 2016年4月22日  | 79         |              |
| 鈴村興太郎 | 第1部 | 第3分科 | 厚生経済学・社会選択理論           | 2011年12月12日 | 67         | 2020年1月15日  | 76         |              |
| 田中靖郎   | 第2部 | 第4分科 | 天文学                             | 2011年12月12日 | 80         | 2018年1月18日  | 86         |              |
| 堀幸夫     | 第2部 | 第5分科 | 機械工学                           | 2011年12月12日 | 84         | 2024年7月5日   | 96         |              |
| 小林道夫   | 第1部 | 第1分科 | 西洋近世哲学                       | 2013年12月12日 | 68         | 2015年6月2日   | 69         |              |
| 赤﨑勇     | 第2部 | 第5分科 | 半導体工学                         | 2014年12月12日 | 85         | 2021年4月1日   | 92         |              |
| 長尾真     | 第2部 | 第5分科 | 知能情報学                         | 2014年12月12日 | 78         | 2021年5月23日  | 84         |              |
| 野中郁次郎 | 第1部 | 第3分科 | 経営学                             | 2015年12月14日 | 80         | 2025年1月25日  | 89         |              |
| 諸熊奎治   | 第2部 | 第4分科 | 理論化学                           | 2015年12月14日 | 81         | 2017年11月27日 | 83         |              |
| 森謙治     | 第2部 | 第6分科 | 農芸化学                           | 2015年12月14日 | 80         | 2019年4月16日  | 84         |              |
| 興膳宏     | 第1部 | 第1分科 | 中国文学                           | 2016年12月12日 | 80         | 2023年10月16日 | 86         |              |
| 笹月健彦   | 第2部 | 第7分科 | 免疫遺伝学                         | 2019年12月12日 | 79         | 2023年2月1日   | 82         |              |